# (9906) Tintoretto
(9906) Tintoretto ist ein Asteroid des mittleren Hauptgürtels, der am 26. September 1960 von dem niederländischen Astronomenehepaar Cornelis Johannes van Houten und Ingrid van Houten-Groeneveld entdeckt wurde. Die Entdeckung geschah im Rahmen des Palomar-Leiden-Surveys, bei dem von Tom Gehrels mit dem 120-cm-Oschin-Schmidt-Teleskop des Palomar-Observatoriums aufgenommene Feldplatten an der Universität Leiden durchmustert wurden.
Der Asteroid gehört zur Eunomia-Familie, einer nach (15) Eunomia benannten Gruppe, zu der vermutlich fünf Prozent der Asteroiden des Hauptgürtels gehören.
Der mittlere Durchmesser von (9906) Tintore wurde mit 6,451 (± 0,211) Kilometer berechnet, die Albedo mit 0,268 (± 0,025).
(9906) Tintoretto wurde am 2. April 1999 benannt nach dem als Il Tintoretto bekannten venezianischen Renaissancemaler Jacopo Robusti. Schon 1976 war ein Einschlagkrater auf der südlichen Hemisphäre des Planeten Merkur nach Tintoretto benannt worden: Merkurkrater Tintoretto.